# 小島重次
小島 重次（こじま しげじ）は、日本の都市計画家、都市研究者。元日本大学理工学部及び筑波大学教授、財団法人国際科学振興財団主任研究員、株式会社地域計画連合顧問。

## 経歴
1941年、日本大学旧工学部を卒業。東京帝国大学に奉職し、同大学第二工学部建築学科防空計画講座助手。高山英華の下で都市の調査研究に従事。1946年以降しばらくは戦災復興都市計画をはじめ、その他幾多の関連の計画・研究に従事。この間、日本都市計画学会創設にあたり、準備段階から貢献。1962年「都市の開発、再開発にともなう宅地問題に関する研究」で東京大学より工学博士を取得。
1964年、日本大学理工学部に移籍、以降は学内では主に都市計画の講義・実習等を担当の他、師の高山らと自治体からの観光開発の計画調査委託にもいくつか参加。また川手昭二らと宅地開発研究会を発足させる。1970年、日本大学を辞し、都市計画コンサルタントの株式会社地域環境研究所（現・株式会社地域計画連合）を設立し、多くの都市開発や都市計画の実務に参画。1976年、筑波大学教授に着任。草創期の第三学群社会工学類都市計画主専攻の教育体制を築き上げる。1982年、筑波大学を定年退官。その後も、茨城県や県内の自治体、筑波研究学園都市に関する多くのプロジェクトに関わる。
2004年、日本都市計画学会功績賞受賞。

## 著書
- 多摩ニュータウン宅地評価 住宅公団南多摩開発局 1967年